# فورت ورث
فورت وُرث (Fort Worth) یکی از شهرهای ایالت تگزاس در کشور ایالات متحده آمریکا است. این شهر قسمتی از کلانشهر دالاس-فورت وورث است. فورت ورث پنجمین شهر پرجمعیت ایالت تگزاس و سیزدهمین شهر پرجمعیت ایالات متحده است.

## مراکز دیدنی
از اماکن دیدنی این شهر می‌توان ناحیه تاریخی استاک یاردز، باغ وحش فورت وورث، موزه هنرهای معاصر فورت وورث، بوستان آبی فورت وورث، موزه آمون کارتر، و موزه هنر کیمبل را نام برد.

## مراکز علمی
- دانشگاه تگزاس کریستین

## جستارهای ویژه

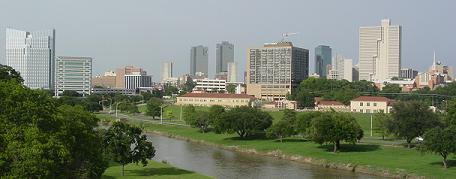
شهر فورت ورث در ایالت تکزاس.

- فهرست شهرهای تگزاس
- فرودگاه بین‌المللی دالاس-فورت ورث

## پیوند به خارج
- وب‌گاه شهرداری